# Bandera de Llimiana
La bandera oficial de Llimiana té la següent descripció:
Bandera apaïsada, de proporcions dos d'alt per tres de llarg, verd fosc amb el castell groc de porta i finestres negres de l'escut d'alçària 4/9 de la del drap i amplària 7/27 de la llargària del mateix drap posat a 1/9 de la vora superior i a 2/27 de la de l'asta.
Va ser aprovada el 20 de març de 2006 i publicada en el DOGC el 3 d'abril del mateix any amb el número 4606.